# Venepoort
Er was sprake van twee poorten met die naam. Ten eerste de (Binnen-)Veenepoort aan het eind van de Venestraat en het begin van de Graafschap, ter plaatse van de Burgel. Deze werd ook Zwanepoort genoemd.
Ten tweede de Buiten-Veenepoort. Dit is een voormalige stadspoort in de stadsmuur van Kampen, aan het eind van de Graafschap. Door stadsuitbreiding verloren de poorten haar verdedigingsfunctie en werden uiteindelijk afgebroken.